# شهرستان کولین
ناحیهٔ کولین (به چکی: Kolín District) یک ناحیه در جمهوری چک است که در منطقه بوهمی مرکزی واقع شده‌است. ناحیهٔ کولین ۷۴۳٫۵۷ کیلومتر مربع مساحت و ۹۰٬۵۵۲ نفر جمعیت دارد.